# Aritz Bagües
Bagües  Kalparsoro est un nom espagnol. Le premier nom de famille, en général paternel, est Bagües ; le second, en général maternel, souvent omis, est Kalparsoro.
Aritz Bagües Kalparsoro (né le 19 août 1989 à Errenteria au Pays basque) est un coureur cycliste espagnol, professionnel entre 2011 et 2022.

## Biographie
Aritz Bagües Kalparsoro naît le 19 août 1989 à Errenteria au Pays basque en Espagne.
Il reste trois ans dans l'équipe continentale Orbea Continental, devenue Euskadi en 2013. 
En 2014, il retourne chez les amateurs dans l'équipe Gipuzkoa-Oreki. Il réalise une très bonne saison, en obtenant de nombreuses places d'honneur et huit victoires, comme le Tour de León. Fin octobre, il est pressenti de rejoindre une nouvelle équipe continentale basque fondée par l'ancien coureur Jon Odriozola, nommée Murias Taldea. Il en sera effectivement membre à partir de 2015.

## Palmarès

### Par années
- 2010[1]
  - 2e du San Isidro Sari Nagusia
- 2014
  - Torneo Euskaldun
  - Trofeo Guerrita
  - Prueba Loinaz
  - Tour de León :
    - Classement général
    - 3e et 5e (contre-la-montre) étapes

  - Xanisteban Saria
  - 3e étape du Tour de Galice
  - 2e du championnat d'Espagne sur route amateurs
  - 2e du Dorletako Ama Saria
  - 2e du Circuito Aiala
  - 3e du San Gregorio Saria
  - 3e du Trofeo del Ausente
  - 3e du championnat de Guipuscoa du contre-la-montre
  - 3e du championnat du Pays basque sur route
  - 3e du San Juan Sari Nagusia
  - 3e de la Leintz Bailarari Itzulia
  - 3e du San Bartolomé Saria
- 2022
  - 2e de la Ronde de l'Oise

### Résultats sur les grands tours

#### Tour d'Espagne
4 participations
- 2018 : 78e
- 2019 : 117e
- 2020 : 92e
- 2021 : 87e

## Classements mondiaux
| Année                                 | 2013 | 2014 | 2015 | 2016 | 2017  | 2018  | 2019  | 2020  | 2021  | 2022  |
| ------------------------------------- | ---- | ---- | ---- | ---- | ----- | ----- | ----- | ----- | ----- | ----- |
| Classement mondial                    |      |      |      | 976e | 2142e | 1184e | 2598e | 1939e | 2339e | 1049e |
| UCI Europe Tour                       | 790e | nc   | nc   | 647e | 1379e | 737e  | 1643e | 1416e | 1561e | 751e  |
| UCI Asia Tour                         | 119e | nc   | nc   | nc   | nc    | nc    |       |       |       |       |
|                                       |      |      |      |      |       |       |       |       |       |       |
| Légende : nc = non classéSource : UCI |      |      |      |      |       |       |       |       |       |       |